# 비트룸 므조이베르기
비트룸 므조이베르기(Vitrum mjoebergi)는 무관해초목에 속하는 피낭동물의 일종이다. 비트룸과(Vitrumidae)와 비트룸속(Vitrum)의 유일종으로 오스트레일리아 북서부 연안의 대륙사면 해저에서 발견된다.